# 勒斯尼茨
勒斯尼茨（德語：Lößnitz，發音：[ˈløːsnɪts] ⓘ）是德国萨克森州厄尔士山县的城市，面积30.49平方千米，2023年12月31日人口为7,794人。